# مرسل الحزم
مرسل الحزم (بالإنجليزية: Packet Sender)‏ هي أداة مفتوحة المصدر للسماح بإرسال واستقبال حزم TCP وUDP. كما أن هذه الأداة تدعم اتصالات TCP باستخدام SSL. وهي متوفرة لأنظمة ويندوز وماك ولينكس. مرخص برخصة جنو العمومية v2 وهو برنامج مجاني. ويقول موقع مرسل الحزم «أنها مصممة لتكون سهلة جدا للاستخدام في حين لا يزال توفير ما يكفي من الميزات للمستخدمين القدرة على القيام ما يحتاجون إليه.»

## الاستخدامات
تتضمن التطبيقات النموذجية لحزم المرسل: 
- استكشاف أخطاء أجهزة الشبكة التي تستخدم خوادم الشبكة (إرسال حزمة ثم تحليل الاستجابة).
- استكشاف أخطاء أجهزة الشبكة التي تستخدم عملاء الشبكة (الأجهزة التي «تقوم بمقام هاتف المنزل» عبر UDP أو TCP أو SSL - يستطيع مرسل الحزمة التقاط هذه الطلبات).
- اختبار وتطوير بروتوكولات الشبكة الجديدة (إرسال حزمة، معرفة ما إذا كان الجهاز يتصرف بشكل مناسب).
- بروتوكولات شبكة الهندسة العكسية لتحليل الأمان (مثل البرامج الضارة).
- استكشاف أخطاء الاتصالات الآمنة (باستخدام خادم SSL والعميل).
- الأتمتة أو«التشغيل الآلي» (عبر واجهة سطر أوامر Packet Sender أو إعادة إرسال الميزة).
- اختبار الإجهاد لجهاز (باستخدام أداة مولد الشبكة المكثفة).
- المشاركة / الحفظ / التعاون باستخدام خدمة Packet Sender Cloud

يأتي مرسل الحزم مع خادم TCP و UDP و SSL مضمن على عدة منافذ يحددها المستخدم. هذه الأداة ستزال تعمل تحت نطاق العمل (قيد التشغيل) في حين الاستماع للحزم أثناء إرسال حزم أخرى. 

## المميزات
يستطيع مرسل الحزمة إرسال واستقبال UDP و TCP و SSL على المنافذ التي تختارها. قد تعمل جميع الخوادم والعملاء في وقت واحد. يمكن تقديم أهم وأغلب الميزات والخصائص على النحو التالي:
الميزة المجانية:
- مفتوح المصدر.

- لا يوجد إعلانات. ولا حزم وهمية.

متعدد المنصات:
- متوفر بأجهزة لينكس، ماكس (ابل) وأيضاً أجهزة ويندوز مايكروسوفت.

الخادم والعميل:
- خاصية الإرسال والإستقبال من وإلى الخادم والعميل.
- استخدام البروتوكولات UDP , TCP , SSL.

ميزة سطر الأوامر:
- تأتي البرمجة مدعمة بمداخل سطور أوامر يقدم عمليات التشغيل الآلي (AUTOMATION) وأيضاً يدعم برمجة التعديل (SCRIPTING).

ميزة الحوسبة والبرمجة السحابية:
- يمكن إرسال وإستقبال وحفظ الحزم عبر تقنيات السحابة الذكية.

اعتبارا من الإصدار v6.2.3 Packet Sender فإنه يدعم الميزات التالية: 
- سجل المرور المباشر (الوقت / من IP / من المنفذ / إلى IP / الطريقة / الخطأ / ASCII / HEX).
- اتصالات TCP و SSL المستمرة.
- الوضع المحمول.
- عميل / خادم IPv6
- حاسبة الشبكة الفرعية IPv4
- ترجمة كود التبادل الموسع للترميز العشري الثنائي
- الحزم المحفوظة (مع الإرسال مباشرة من القائمة المحفوظة).
- تدوين حزمة ASCII مختلطة (ASCII مع بناء جملة مضمن للسماح بعرافة).
- خوادم TCP المتعددة.
- خوادم UDP المتعددة.
- خوادم SSL المتعددة.
- الإرسال المتعدد (إرسال واستقبال).
- إعادة إرسال الحزمة على فترات n (حيث n هي الثواني).
- اتصالات TCP / SSL متعددة الخيوط.
- واجهة خط الأوامر.
- استجابات الحزمة.
- استجابات الحزمة الذكية.
- استجابات وحدات الماكرو داخل الحزمة لـ TIME و DATE و UNIXTIME و RANDOM و UNIQUE
- البحث عن الحزم (للحزم المحفوظة).
- تصدير الحزمة / الاستيراد.
- مولد حركة المرور المكثفة (UDP Flooding).
- إرسال سريع من سجل المرور.
- حفظ سجل المرور.
- حزمة المرسل السحابية.

## المنصات
- ويندوز (64 بت)
- OS X (المستندة إلى x86-64 من Intel)
- Linux (توزيع المصدر باستخدام تطبيق كيوت أو x86-64 AppImage أو Snap)

مرسل الحزم الهاتف أيضًا مفتوح المصدر، وهو متوفر على أنظمة التشغيل iOS و Android وهو عبارة عن ترخيص إم أي تي ومكتوب بلغة زامارين. يحتوي فقط على الميزات الأساسية لـ مرسل الحزم (إرسال، استقبال، TCP، UDP، و Cloud). 

## روابط خارجية
- الموقع الأصلي
- حزمة مصدر شفرة المصدر على جيثب